# كيرميت هنتر
كيرميت هنتر (بالإنجليزية: Kermit Hunter) هو كاتب مسرحي أمريكي، ولد في 3 أكتوبر 1910 في مقاطعة ماكدويل في الولايات المتحدة، وتوفي في 11 أبريل 2001 في دالاس في الولايات المتحدة.